# Mierzłowka
Mierzłowka (ros. Мерзловка) – wieś (ros. деревня, trb. dieriewnia) w zachodniej Rosji, w sielsowiecie pogriebskim rejonu sudżańskiego w obwodzie kurskim.

## Geografia
Miejscowość położona jest nad rzeką Iwnica, 25 km od granicy z Ukrainą, 7,5 km od centrum administracyjnego sielsowietu pogriebskiego (Pogriebki), 26 km od centrum administracyjnego rejonu (Sudża), 70,5 km od Kurska.

## Demografia
W 2010 r. miejscowość zamieszkiwały 53 osoby.